# Four Sail
Four Sail är det fjärde studioalbumet med det amerikanska rockbandet Love. Arthur Lee var vid den her tiden ende kvarvarande medlemmen i bandet. Albumet spelades in i Los Angeles och lanserades augusti 1969 av skivbolaget Elektra Records.

## Låtlista
Sida 1
1. "August" – 5:00
2. "Your Friend and Mine - Neil's Song" – 3:40
3. "I'm with You" – 2:45
4. "Good Times" – 3:30
5. "Singing Cowboy"  (Arthur Lee, Jay Donnellan) – 4:30

Sida 2
1. "Dream"  	2:49
2. "Robert Montgomery" – 3:34
3. "Nothing" – 4:44
4. "Talking in My Sleep" – 2:50
5. "Always See Your Face" – 3:30

Alla låtar skrivna av Arthur Lee där inget annat anges.

## Medverkande
- Arthur Lee – rytmgitarr, piano, congas, munspel, sång
- Jay Donnellan – sologitarr
- Frank Fayad – basgitarr, bakgrundssång
- George Suranovich – trummor, bakgrundssång
- Drachen Theaker – trummor